# DVD43
DVD43は、コピーコントロールCD(CCCD)やレーベルゲートCD、Content Scramble System(CSS)やマクロヴィジョンなどの、いわゆるコピープロテクトやアクセスコントロールが施された音楽CD、DVD-Videoの各種保護を解除するソフトウェア。
名前の由来はDVD FOR(4) FREE(3)。使い方も簡単な上に、さまざまなコピーガードを解除できてしまうことから、利用者数は一時、かなりの数に上った。
なお、CSSおよびAACSなどの技術的保護手段の解除は、日本の法律では私的複製の対象外であり、違法である。CSSおよびAACSなどの技術的保護手段の解除を行うツールの配布や、取得したデータの複製も違法である。

## 概要
復号機能を持たないDVDリッパーと連携し、暗号化保護されたDVD-Videoディスクをリッピングする為に使用される。
また同じようにCCCDをiTunesやSonicStageなどの音楽管理ソフトでCDを再生、コピーできる。
同種のソフトウェアに、DVD43よりも高機能なAnyDVDや、その上位版であるAnyDVD HDなどがある。